# پارک ملی الرس اندینو
پارک ملی الرس اندینو (به اسپانیایی: Parque nacional Alerce Andino) یک پارک ملی در شیلی است که در منطقه لوس لاگوس واقع شده‌است.